# ノスタルジオの風
『ノスタルジオの風』（ノスタルジオのかぜ）は、2008年11月6日にテクモから発売されたニンテンドーDS用ロールプレイングゲームである。
架空の19世紀末を舞台としたスチームパンク作品で、魔法やモンスターなどファンタジーの要素も含まれている。移動やバトルなどで「飛空船」が重要な位置を占める。実在する世界中の都市を回って冒険をすることになる。
予約特典として「設定資料集」と「サウンドトラック」が付属。公式サイトでは、設楽清人、黒蜜きなこによる全4話のWebコミックが掲載されている。

## システム
飛行船
冒険をするための足となる動力式飛行船。船首に剣状の衝角を持ち、機関砲と大砲を装備している。各種のパーツを入手して、大都市に付属するドックで機体を強化することができる。
戦闘システム
飛行船バトル
移動中に敵と遭遇すると飛行船バトルに移行する。機体の強さだけではなく天候や相手の陣形によって、戦略が変わるようになっている。
パーティーバトル
飛行船に乗っていないときに、キャラクターたちが敵に遭遇するとパーティーバトルになる。キャラクターおよび敵の敏捷度により行動できる順序、回数が変わる。

スキル
各キャラクターごとに備わった特殊能力。戦闘後に手に入るスキルポイントを自由に割り振り、育成していく。スキルはツリー形式になっており、キャラクターのレベルと特定のスキルの成長に応じて次のスキルが育成可能になる。
クエスト
大都市に設置された冒険者協会からの依頼を達成するクエスト。クリアするごとに「冒険者ポイント」が与えられ、冒険者としてのランクが向上していく。冒険者ランクによって、受けられるクエストのレベルが変化する。冒険者ランクは（S・A・B・C・D・E）の六段階がある。

## 登場人物
エディ
有名な冒険家であるギルバートの息子。ギルバートによって幼少時から剣技と騎士道を叩き込まれてきたために、剣の腕前は高く、性格も正義感あふれる一本気な熱血漢。行方不明となったギルバートを探すために冒険者となった。剣を装備する。
パッド
ロンドンのスラム街出身の少年。幼少時に親と生き別れたために、両親が何者であるかは知らない。スラム街に住む子供たちのリーダー格で面倒見はよいが、シビアな環境で育ったために冒険や夢に対しては否定的で冷ややかな態度を示すリアリスト。銃を装備する。
メロディ
魔法使いの少女。魔法使い自体がその数を減らしており、魔法使いが集まる村で幼少時から魔法使いになるための教育を受けて育ってきたため、同世代の友人がいない。そのためか、わがままで気が強く自己中心的なところがある。メイスやモーニングスターなどの打撃武器を装備する。
フィオナ
神秘的な力を持つ記憶喪失の少女。謎の組織に追われているが、記憶がないためになぜ追われているのかは本人にもわからない。物腰が柔らかく控えめな性格をしているが、決めたことには頑として譲らない面もある。杖を装備する。
ギルバート・ブラウン
エディの父親。英国で名を馳せる有名な冒険家だが、行方不明になっている。
<絶対無敵の>カーマイン
あらゆる傷を瞬時に癒す能力を持った鎧の男。「古き父の結社」の幹部で、騎士道精神に誇りを持っている。
<沈黙の導師>ハルトマン
魔法使いの村を追放された魔法使い。「古き父の結社」の幹部で、メロディの母の仇。
<神の右手の>ロズウェル
右手を機械化している。「古き父の結社」の幹部で、結社の開発担当。
<瞬速の>マギ
車椅子に乗った少女。周囲の時間を一時的に止める能力者。
<虚ろなる>楊貴
虚像を作り出し、相手の攻撃を無効化する能力者。「古き父の結社」の女性幹部。
<不可侵の>華京
物質をすり抜ける能力を持つ能力者。楊貴の部下の侍。

## 関連書籍
2008年12月6日にエンターブレインより唯一の攻略本「ノスタルジオの風 公式コンプリートガイド」（ファミ通書籍編集部･編 ISBN 9784757746312）が刊行された。